# Direito a Morrer com Dignidade
O Direito a morrer com dignidade – Movimento cívico para a despenalização da morte assistida é um movimento cívico que defende a despenalização da morte assistida em Portugal. Foi criado a 14 de novembro de 2015 no Porto. Em fevereiro de 2016 publicou na comunicação social um manifesto assinado por várias dezenas de personalidades das mais diversas áreas da sociedade. O movimento lançou também uma petição, que foi entregue à Assembleia da República em abril de 2016 com cerca de 8400 assinaturas.

## Manifesto
O manifesto teve como proponentes António Pedro Vasconcelos, Isabel Ruivo, João Ribeiro Santos, João Semedo, José Júdice, Laura Ferreira dos Santos, Lucília Galha e Tatiana Marques e foi publicado a 6 de fevereiro de 2016 nos jornais Expresso e Público. À data da publicação contava com a subscrição de 112 personalidades de variados setores da sociedade. A estas assinaturas vir-se-iam juntar entretanto mais 180, perfazendo um total de 292.

### Subscritores originais
- Adelino Gomes
- Aldina Duarte
- Alexandre Quintanilha
- Álvaro Beleza
- Ana Drago
- Ana Gomes
- Ana Luísa Amaral
- Ana Matos Pires
- Ana Zanatti
- Anabela Mota Ribeiro
- André Freire
- António Canastreiro Franco
- António Pedro Vasconcelos
- António Pinho Vargas
- António Sampaio da Nóvoa
- Boaventura Sousa Santos
- Capicua
- Carlos Alberto Moniz
- Catarina Portas
- Clara Ferreira Alves
- Cláudio Torres
- Constantino Sakellarides
- Cristina Sampaio
- Daniel Oliveira
- Diana Andringa
- Dulce Salzedas
- Elisa Ferreira
- Fausto
- Fernanda Lapa
- Fernando Alves
- Fernando Rosas
- Fernando Tordo
- Francisco Crespo
- Francisco George
- Francisco Louçã
- Francisco Mangas
- Francisco Teixeira da Mota
- Helder Costa
- Helena Roseta
- Heloísa Apolónia
- Henrique Sousa
- Isabel Medina
- Isabel Moreira
- Isabel Ruivo
- Jaime Teixeira Mendes
- Joana Lopes
- João Goulão
- João Lourenço
- João Ribeiro Santos
- João Semedo
- Jorge Espírito Santo
- Jorge Leite
- Jorge Palma
- Jorge Sequeiros
- Jorge Torgal
- José A. Carvalho Teixeira
- José Gameiro
- José Jorge Letria
- José Júdice
- José Manuel Boavida
- José Manuel Mendes
- José Manuel Pureza
- José Pacheco Pereira
- José Vítor Malheiros
- Júlio Machado Vaz
- Laura Ferreira dos Santos
- Lucília Galha
- Luís Cília
- Luís Filipe Costa
- Luís Moita
- Machado Caetano
- Mamede Carvalho
- Manuel Loff
- Manuel Luís Goucha
- Manuel Pizarro
- Maria Antónia Almeida Santos
- Maria Filomena Mónica
- Maria Irene Ramalho
- Maria Teresa Horta
- Mariana Mortágua
- Mário Crespo
- Mário Nogueira
- Marisa Matias
- Miguel Esteves Cardoso
- Miguel Guedes
- Nuno Artur Silva
- Nuno Saraiva
- Octávio Cunha
- Olga Roriz
- Paula Teixeira da Cruz
- Paulo Magalhães
- Pedro Abrunhosa
- Pedro Campos
- Pedro Ponce
- Pilar del Río Saramago
- Raquel Freire
- Raquel Varela
- Ricardo Sá Fernandes
- Richard Zimler
- Rogério Alves
- Rosalvo de Almeida
- Rosário Gama
- Rui Rio
- Rui Tavares
- Rui Zink
- Sérgio Godinho
- Sobrinho Simões
- Tatiana Marques
- Teresa Pizarro Beleza
- Tó Zé Brito
- Vasco Lourenço
- Viriato Soromenho Marques

## Petição
Foi lançada uma petição online dirigida à Assembleia da República que conta atualmente com cerca de 8600 assinaturas. A petição foi entregue ao presidente da AR a 26 de fevereiro de 2016 contando à altura com cerca de 8400 subscritores.

## Reações
O presidente da Associação Portuguesa de Bioética alertou para o risco de legalizar a eutanásia num momento de crise económica e sem que o país tenha uma rede de cuidados paliativos ampla e de qualidade.
A Conferência Episcopal Portuguesa lançou uma nota pastoral que contesta uma eventual legalização da eutanásia em Portugal e rejeita qualquer solução que coloque em causa a “inviolabilidade” da vida. Em Abril, a CEP reforçou a sua posição de “total rejeição” de uma eventual legalização da morte assistida, afirmando, em comunicado que “a Igreja nunca deixará de defender a vida como bem absoluto para o Homem, rejeitando todas as formas de cultura de morte”.
Durante a Caminha pela Vida, a 14 de Maio, foi lançada a petição contra a eutanásia, que também pede "mais apoios para os idosos”. As assinaturas já existentes foram recolhidas online, no site www.todaavidatemdignidade.org.
O bastonário da Ordem dos Médicos à data, José Manuel Silva, e quatro seus antecessores – António Gentil Martins, Carlos Soares Ribeiro, Germano Sousa e Pedro Nunes – assinaram uma carta na qual se opõem veementemente à eutanásia e ao suicídio assistido. Consideravam que, “nas suas múltiplas dimensões, a vida humana é inviolável”  Não é eutanásia a aplicação de medicação ministrada com a intenção de diminuir o sofrimento do doente terminal mesmo que contribua indiretamente para lhe abreviar a vida (mecanismo do duplo efeito).

## Nova petição
No início de janeiro foi criada uma petição pública, direcionada para profissionais de saúde e a favor da despenalização da morte assistida. A petição já conta com a assinatura de mais de cem médicos e quase oitenta enfermeiros. A petição, escrita por profissionais de saúde, tem um formato de carta aberta dirigida ao Presidente da República, ao Presidente da Assembleia da República, ao Bastonário da Ordem dos Médicos e à Bastonária da Ordem dos Enfermeiros.